# Miconia pseudorigida
Miconia pseudorigida là một loài thực vật thuộc họ Melastomataceae. Đây là loài đặc hữu của Jamaica. Chúng hiện đang bị đe dọa vì mất môi trường sống.